# آنیانگ، گیونگ‌گی
شهر آنیانگ (به کره‌ای: 안양) (به انگلیسی: Anyang, Gyeonggi) با جمعیت ۶۱۲٫۴۲۳ نفر در ایالت گیونگی-دو در کشور کره‌جنوبی واقع شده‌است.